# Homerun

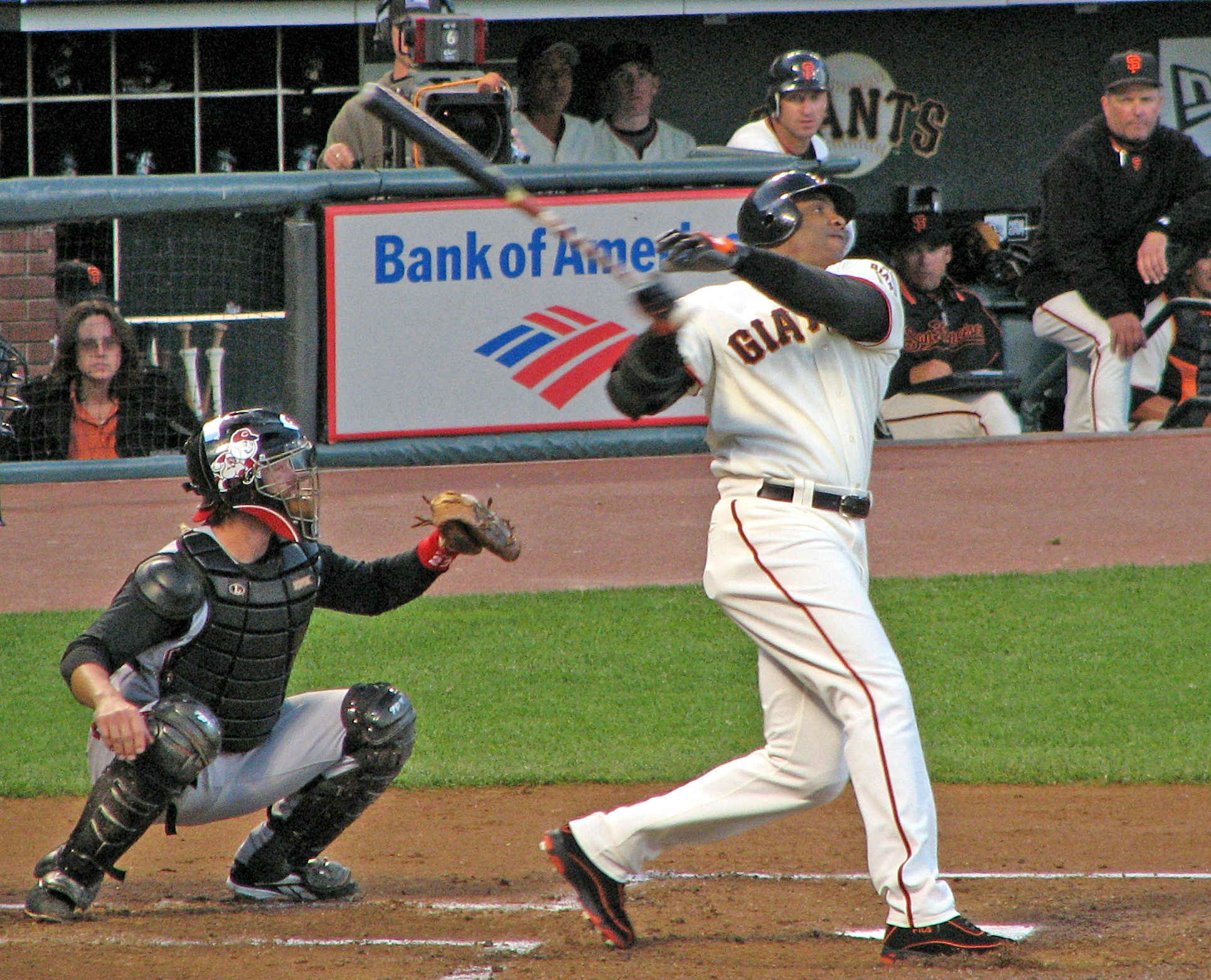
Barry Bonds, recordhouder van het aantal homeruns in de Major League Baseball.

Een homerun bij honkbal en softbal is wanneer een slagman de bal zodanig slaat, dat hij in dezelfde beurt alle vier de honken kan passeren en zodoende zelf een punt kan scoren. Ook eventuele spelers die al op honken staan kunnen in deze situatie scoren. Als alle honken bezet zijn als de slagman een homerun slaat, dan spreekt men van een "grand slam".
In de meeste gevallen wordt een homerun gescoord als de bal over de omheining rond het veld wordt geslagen. Het speelveld is namelijk in theorie oneindig groot, dus zolang de bal tussen de beide foutlijnen blijft, kan de bal nooit 'uit' zijn. Het is echter ook mogelijk een homerun te scoren als de bal op het veld belandt, maar niet op tijd door de tegenstander in het spel wordt gebracht om te voorkomen dat de slagman alle vier de honken passeert. In dat geval spreekt men van een "inside the park homerun" of een technische homerun.
Een zekere homerun is dus enkel het geval wanneer de bal buiten het speelveld komt buiten het bereik van de veldpartij, waardoor het voor de veldpartij onmogelijk is de bal op tijd in handen van een teamgenoot bij een honk te gooien. De slagman kan dan ook alle tijd nemen om de honken af te lopen. Bij een technische homerun is de bal te laat in het bezit van de veldpartij en kan de slagman enkel door beoordelen van de situatie en dan zo snel mogelijk lopen de homerun volbrengen.